# 迪安·巴克利
迪安·巴克利（Dean Barkley；1950年8月31日—）是美國的一位政治人物。在2002年至2003年期間，他是明尼蘇達州的兩位參議院議員之一。他是明尼蘇達改革黨的創辦人之一。在2008年，巴克利曾以獨立候選人的身份參加明尼蘇達州的參議院議員選舉，得票率排名第三位。